# Церква Святого Миколая (Теребовля)
Церква Святого Миколая — парафія і храм греко-католицької громади Теребовлянського деканату Тернопільсько-Зборівської архієпархії Української греко-католицької церкви в місті Теребовля Тернопільського району Тернопільської області. Пам'ятка архітектури національного значення.

## Історія церкви
До 1946 року парафія належала до Української Греко-Католицької Церкви. Її відновлено в лоні УГКЦ у 1990 році.
Перша згадка про храм датується 1614 роком.
Церква зазнавала руйнувань під час татарських нападів 1672, 1675 та 1687 років.
У 1734 році проведено реконструкцію церкви за кошти пароха о. Атонія Римбали, за пожертви міщан та з благословення митрополита Атанасія Шептицького.
18 серпня 1784 року львівський єпископ Петро Білянський освятив перебудовану церкву.
У 1946—1989 роках парафія діяла підпільно. В місті залишишся сестри-монахині Севастяна (Марія Смілка), Оксана (Марія Засійбіда), Сельвестра (Анна Засійбіда).
Офіційно у 1946—1990 роках парафія і храм належали до РПЦ. У 1990 році вони відновили свою діяльність в лоні УГКЦ.
З 3 березня 2009 року в церкві ведеться «Золота книга тверезості»
Єпископські візитації парафії провели: у 1993, 1997, 2000 роках — владика Михаїл Сабрига, у 2003, 2005, 2008, 2011 роках — владика Василій Семенюк.
У храмі зберігаються: копія Чудотворної ікони Теребовлянської Матері Божої та мощі святого Миколая.
Храм має відпустове місце на надвечір'я у Різдво Івана Хрестителя (7 липня), у надвечір'я і в день святого Миколая (6 грудня).
Діють припарафіяльні братства: Матері Божої Неустанної Помочі, «Апостольство молитви», Святої Покрови, Марійська і Вівтарна дружини, УМХ.
У власности парафії є проборство і недільна школа (дім колишньої захоронки).

## Парохи
- владика Яків Тимчук,
- о. Ярослав Тимчук,
- о. Василь Величковський,
- о. Полікарп Панчишин,
- о. Пахомій Борис,
- о. Севастян Вайтович,
- о. Іван Баринюк,
- о. Михайло Коржинський,
- о. Йосип Ридель,
- о. Маркіян Когут,
- о. Петро Козак,
- о. Михайло Хрипа,
- о. Стефан Захарків,
- о. Віталій Дудкевич, ЧСВВ,
- о. Віталій Дудкевич,
- о. Ярослав Табака,
- о. митрат Іван Сивак (з 1993-2020),
- о. Михайло Ярема (з 16 листопада 2011, сотрудник).